# Steintorstraße (Hannover)
Die Steintorstraße in Hannover ist eine der ältesten Straßen der niedersächsischen Landeshauptstadt. Sie verbindet im heutigen Stadtteil Mitte die Straße Am Marstall mit der Georgstraße.

## Geschichte
Die Steintorstraße liegt im Bereich der schon im Mittelalter zu Verteidigungszwecken errichteten Stadtbefestigung Hannovers: Auf der heutigen Freifläche zwischen der Schmiedestraße und der Ecke Am Marstall und in Verlängerung der Steintorstraße in Richtung Altstadt hatten die Bürger Hannovers das nach Helmut Plath mutmaßlich schon vor der Mitte des 13. Jahrhunderts errichtete Innere Steintor errichtet. Dieser erste aus Stein gebaute Torturm im Zuge der hannoverschen Stadtmauer gewährte – oder verwehrte – einen Durchlass in die Stadt. Der Weg außerhalb dieses Stadttores wurde erstmals im Jahr 1442 als „Vor dem Stendore“ erwähnt.
Ebenfalls im 15. Jahrhundert errichteten die Hannoveraner zur Befestigung der Wall- und Grabenanlage zusätzlich – und wieder im Verlauf der heutigen Steintorstraße – ein äußeres Steintor, das sie im Jahr 1492 durch einen Zwinger verstärkten.
Mitten im Dreißigjährigen Krieg wurde der Zugang zum Steintor 1623 als „Furm Steinthoer“ erwähnt.
Zu Beginn des Königreichs Hannover erhielt die Steintorstraße 1818 ihren heutigen, amtlichen Namen.
Durch den Wirtschaftsboom während der Gründerzeit des Deutschen Kaiserreichs veränderte sich das Bild um die Steintorstraße und die zuvor noch fast ländlich wirkende Georgstraße zu einem großstädtischen Gepräge: Aus der Zeit um die Wende vom 19. zum 20. Jahrhundert haben sich in der Steintorstraße zwei denkmalgeschützte Gebäude erhalten, die baugeschichtlich – in der Nachfolge frühneuzeitlicher Kaufmannshäuser – die früheste Stufe des Bautyps „Geschäftshaus“ in Hannover vertreten: Das 1890 für die Firmennachfolger von Wilhelm Eichhorn errichtete Haus Eichhorn sowie das 1913 bis 1914 errichtete Haus Zieseniss. Beide Gebäude erstreckten sich in ihrer Funktion über Hinterhäuser bis in die Reitwallstraße. Anders als in der dortigen „Partymeile“ mit ihren Clubs, Stripbars und Kneipen haben sich 2018 in der Steintorstraße eher ruhige Geschäfte angesiedelt, wie etwa Friseure, ein Shisha-Shop, ein Dönerladen, ein Brillengeschäft und eine Bäckerei.
Ebenfalls noch aus der Zeit vor dem Ersten Weltkrieg stammt der Eckbau zum heutigen Platz Am Steintor: Das 1910 von Friedrich Hartjenstein errichtete Haus unter der Adresse Georgstraße 2 „ist wegen seiner exponierten Lage auf dreieckigem Eckgrundstück von hoher städtebaulicher Bedeutung“.
1986 wurden bei Ausgrabungsarbeiten unterhalb des Bürgersteiges in der Steintorstraße Reste des nahezu ein halbes Jahrtausend zuvor erbauten Steintorzwingers gefunden. Wilhelm Hauschild, Fotograf der Hannoverschen Allgemeinen Zeitung, hielt diese Arbeiten seinerzeit in einer Momentaufnahme fest.

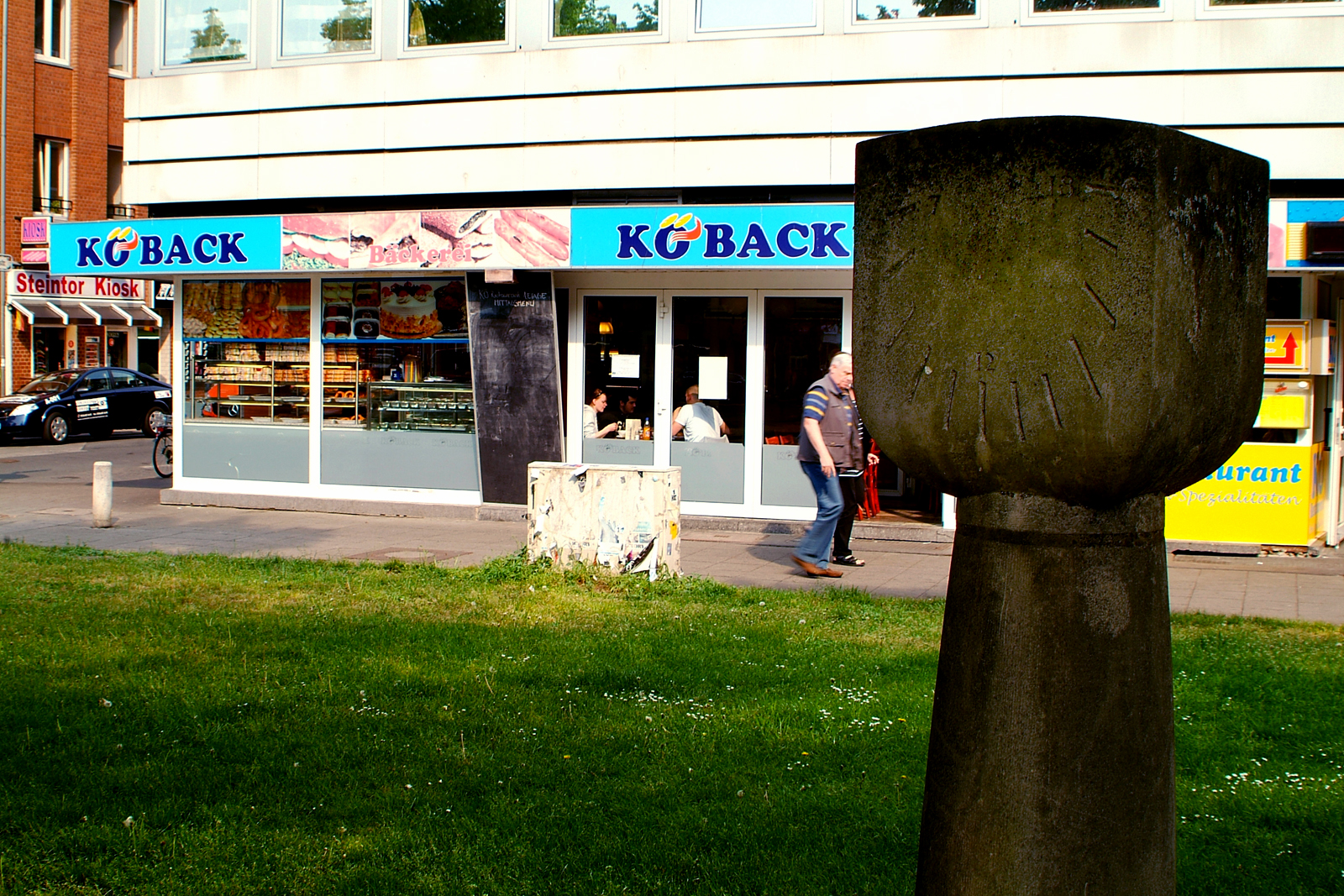
Grenzstein im Bereich des ehemaligen inneren Steintores zwischen der Straße Am Marstall und der Schmiedestraße; im April 2011; im Hintergrund links die Einmündung der Steintorstraße
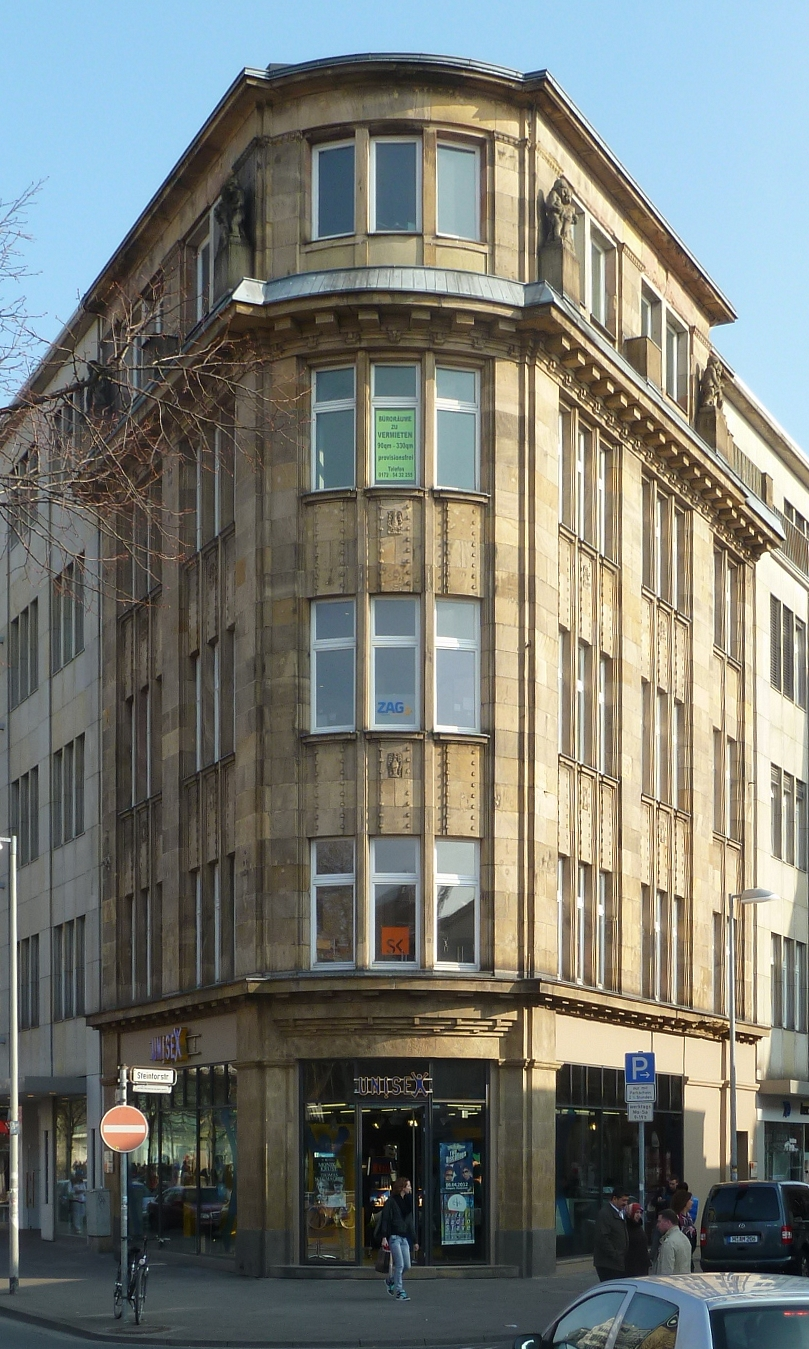
Das Eckhaus Georgstraße 2a markiert in städtebaulich exponierter Lage zugleich den Zugang in die Steintorstraße
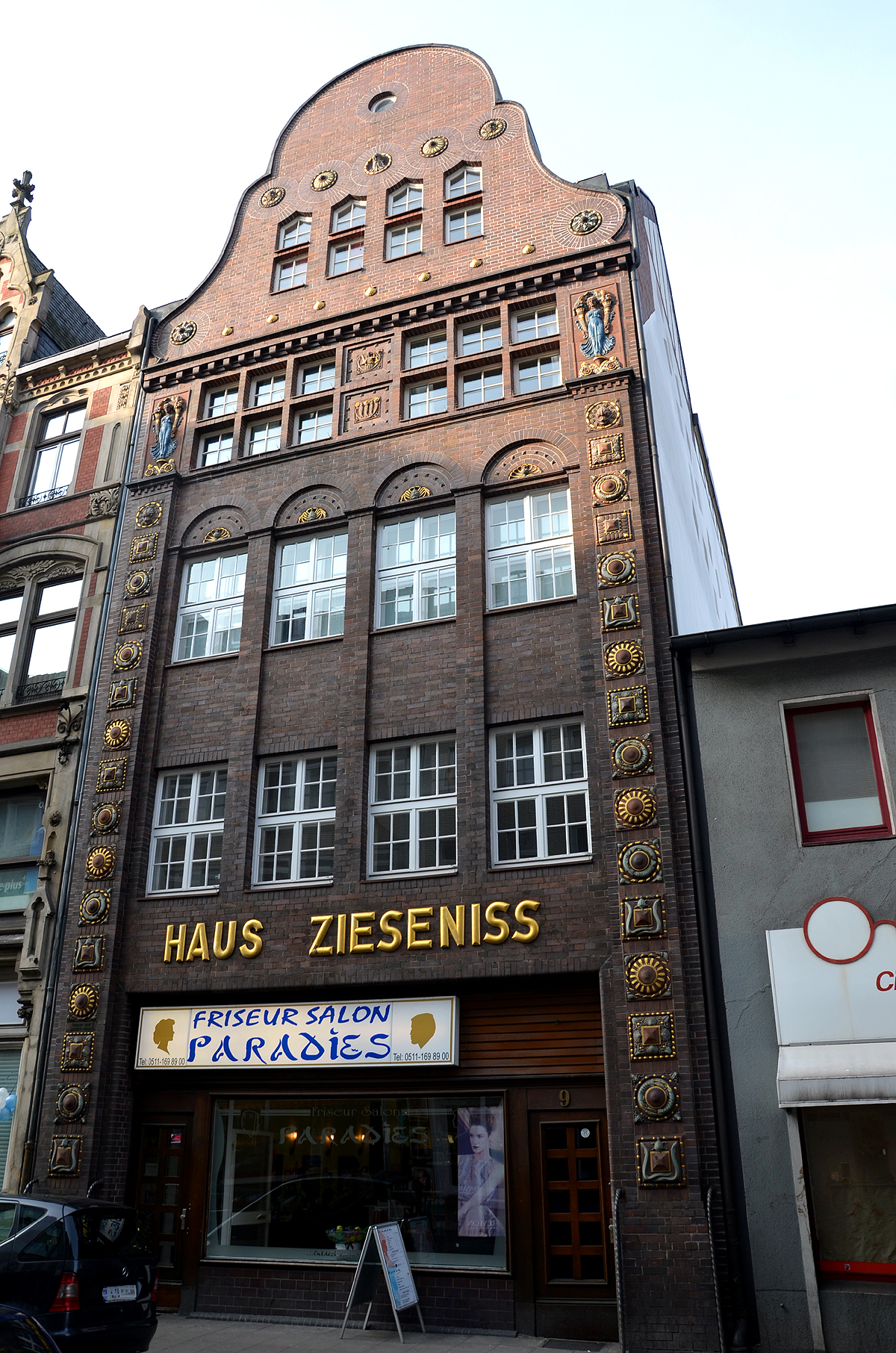
Mit eigenem Namen: Das bis 1914 erbaute Haus Zieseniss repräsentiert eines der frühesten Gebäude des Typs „Geschäftshaus“